# Parc de la Feyssine
Parc de la Feyssine es un parque en Lyon, Francia.
Situado entre el río Ródano y el campus universitario de La Doua en Villeurbanne, al norte de Lyon. El Parc de la Feyssine fue creado en unas antiguas marismas para servir como un pasaje desde el Parc de la Tête d'or al Grand Parc de Miribel- Jonage . Fue inaugurado en 2002, más del 50% de su superficie está cubierta por arbolado, y cuenta con senderos para caminar, andar en bicicleta y correr, incluido un camino circular y el "chemin hectomètrique", un camino con indicaciones informativas cada 100 m.